# Harve Bennett
Pour les articles homonymes, voir Bennett.
Harve Bennett est un producteur, scénariste, acteur et réalisateur américain né le 17 août 1930 à Chicago, Illinois (États-Unis), et mort le 25 février 2015 à Medford, dans l'Oregon.

## Filmographie

### comme producteur
- 1971 : The Birdmen (en) (TV)
- 1972 : The Astronaut (TV)
- 1972 : Family Flight (en) (TV)
- 1973 : You'll Never See Me Again (en) (TV)
- 1973 : Runaway! (en) (TV)
- 1973 : Un camion en or massif (en) (The Alpha Caper) (TV)
- 1973 : Money to Burn (TV)
- 1973 : Death Race (en) (TV)
- 1974 : 120 degrés Fahrenheit (en) (Heat Wave!) (TV)
- 1974 : L'Homme qui valait trois milliards (The six million dollar man) (TV)
- 1974 : Houston, We've Got a Problem (TV)
- 1975 : L'Homme invisible (The Invisible Man) (TV)
- 1975 : Guilty or Innocent: The Sam Sheppard Murder Case (en) (TV)
- 1975 : L'Homme qui valait trois milliards (The six million dollar man) (TV)
- 1976 : Le Nouvel Homme invisible (Riding with Death) Riding with Death (TV)
- 1976 : Le Riche et le Pauvre (Rich Man, Poor Man) (feuilleton TV)
- 1976 : The Bionic Boy (TV)
- 1976 : L'Homme qui valait trois milliards (The six million dollar man) (TV)
- 1977 : L'Homme qui valait trois milliards (The six million dollar man) (TV)
- 1978 : Sharks (TV)
- 1978 : Go West, Young Girl (TV)
- 1978 : L'Homme qui valait trois milliards (The six million dollar man) (TV)
- 1979 : Salvage (TV)
- 1979 : Tant qu'il y aura des hommes (en) ("From Here to Eternity") (feuilleton TV)
- 1979 : The Legend of the Golden Gun (en) (TV)
- 1980 : Tant qu'il y aura des hommes (en) ("From Here to Eternity") (série TV)
- 1982 : Une femme nommée Golda (A Woman Called Golda) (TV)
- 1982 : Star Trek 2 : La Colère de Khan (Star Trek: The Wrath of Khan)
- 1982-1983 : Matthew Star (The Powers of Matthew Star) (série TV)
- 1984 : Star Trek 3 : À la recherche de Spock (Star Trek III: The Search for Spock)
- 1984 : The Jesse Owens Story (en) (TV)
- 1986 : Star Trek 4 : Retour sur Terre (Star Trek IV: The Voyage Home)
- 1989 : Star Trek 5 : L'Ultime Frontière (Star Trek V: The Final Frontier)
- 1998 : Invasion America ("Invasion America") (série TV)

### comme Scénariste
- 1998 : Invasion America ("Invasion America") (série TV) : President McAllister (voix)
- 1972 : The Astronaut (TV)
- 1984 : Star Trek 3 : À la recherche de Spock (Star Trek III: The Search for Spock)
- 1986 : Star Trek 4 : Retour sur Terre (Star Trek IV: The Voyage Home)

### comme Acteur
- 1984 : Star Trek 3 : À la recherche de Spock (Star Trek III: The Search for Spock) : Flight recorder (voix)
- 1989 : Star Trek 5 : L'Ultime Frontière (Star Trek V: The Final Frontier) : Adm. Robert Bennett

### comme Réalisateur
- 1993 : Time Trax (en) (série)